# Dupla catraca
Na lógica, o símbolo ⊨, {\displaystyle \vDash } or {\displaystyle \models } é chamado de dupla catraca. Pode ser lido como "consequência lógica" (acarreta em), "modelo de", "é consequência semântica de " ou no inglês "is stronger than". Uma de suas relações com o símbolo catraca {\displaystyle \vdash }(o qual possui uma barra única atravessada no meio) é o teorema da completude.
No TeX, os símbolos de catracas {\displaystyle \vdash } e {\displaystyle \models } são obtidos pelos comandos \vdash e \models respectivamente. No Unicode está mapeado em U+22A8 ⊨ TRUE (&DoubleRightTee;, &vDash;)

## Significado
A dupla catraca é uma relação binária. O significado depende do contexto:
- Ao expressar consequencia lógica (semântica), com um conjunto de sentenças a esquerda e uma única sentença a direita, é buscando indicar que 
se toda sentença a esquerda é verdade (premissas), a sentença a direita será verdade, e.g. {\displaystyle \Gamma \vDash \varphi }. Esse uso é bastante parecido com o da catraca, o qual indica consequência lógica (sintática).
- Ao expressar  satisfabilidade, com uma estrutura modelo (ou do inglês truth-structure) no lado esquerdo e um conjunto de sentenças no lado direito, é para indicar que a estrutura é modelo para (ou satisfaz (possui os recursos necessários para provar valor verdade)) o conjunto de sentença, e.g. {\displaystyle {\mathcal {A}}\models \Gamma }.
- Ao expressar tautologia, {\displaystyle \vDash \varphi }. ao qual indica que a expressão {\displaystyle \varphi } é consequência lógica (semântica) de um conjunto vazio de sentenças, ou seja, é semanticamente válida.

## References
1. ↑  Nederpelt, Rob (2004). «Chapter 7: Strengthening and weakening». Logical Reasoning: A First Course 3rd revised ed. [S.l.]: King's College Publications. p. 62. ISBN 0-9543006-7-X